# Satellite (album)
Satellite – czwarty album amerykańskiego zespołu rockowego P.O.D. wydany w dzień ataków terrorystycznych w Nowym Jorku 11 września 2001 roku. Płyta uplasowała się na 6. pozycji amerykańskiej listy Billboard 200, sprzedając się w około 133 000 egzemplarzy. Utrzymywała się przez pięć tygodni w pierwszej dziesiątce tego zestawienia.
Satellite odniósł wielki sukces komercyjny sprzedając się w ponad 7 milionach egzemplarzy, z czego trzy miliony w obrębie Stanów Zjednoczonych i jest do dziś najlepiej sprzedającym się albumem zespołu. Uzyskał 137. pozycję na liście dwustu najlepszych albumów Billboardu dekady (2000–2009). Był również 117. najlepiej sprzedającym się albumem z 2001 roku i 26. najlepiej sprzedającym się albumem z 2002 roku w Stanach Zjednoczonych, otrzymując w kraju trzy platynowe płyty w certyfikacji sprzedaży.

## Informacje o albumie
Satellite zawiera cztery single do których zostały nakręcone teledyski: „Alive”, „Youth of the Nation”, „Boom” i tytułowy utwór „Satellite”.
Utwór „Alive” został nominowany do nagrody Grammy w kategorii Best Hard Rock Performance w 2002 roku. Nie wydany jako singiel utwór „Portrait” był nominowany do nagrody w kategorii Best Metal Performance w 2003 roku. „Youth of the Nation” otrzymał także nominację w 2003 roku do kategorii "Best Hard Rock Performance".

## Odbiór
- Rolling Stone (9/27/01, str. 67–8) - 4 gwiazdki na 5 - „W Satellite, chrześcijański rap metalowy kwartet z San Diego eksploduje poza granicami tego, co stało się odgrywanym dźwiękiem... P.O.D. buduje swoje piosenki na pasji, tak zaciekłej, że słuchanie ich jest prawie wyczerpujące.... Bez uciekania się do szaleńczego gniewu, P.O.D. naciska wszystkie właściwe przyciski emocjonalne."[7]
- Spin (str. 89) - „[Oni] śpiewali z serca o szkolnych strzelaninach, utracie rodziców i prawdziwym życiu."
- Magazyn Q (1/02, str. 106) - 3 gwiazdki na 5 - „...ciężki, agresywny i bardzo, bardzo głośny... wiele piosenek ma przesłanie o pokoju i duchowości... ich "pokoleniowo-X'owy" gniew brzmi szczerze."
- CMJ (10/1/01, str. 16) - „[Jego] uczciwa duchowa materia w połączeniu z riffami typu "roztrzaskam ci czaszkę" działa jak dobrze naoliwiona maszyna."[12]
- Magazyn Revolver umieścił Satellite na liście „10 nu-metalowych albumów, których potrzebujesz”.[13]

## Lista utworów
Wszystkie utwory zostały napisane przez Sonny'ego Sandovala, Marcosa Curiela, Traa Danielsa oraz Wuva Bernardo.
1. "Set It Off" - 4:16
2. "Alive" - 3:23
3. "Boom" - 3:08
4. "Youth of the Nation" - 4:19
5. "Celestial" - 1:24
6. "Satellite" - 3:30
7. "Ridiculous" (gościnnie Eek-A-Mouse) - 4:17
8. "The Messenjah" - 4:19
9. "Guitarras de Amor" - 1:14
10. "Anything Right" (gościnnie Christian Lindskog) - 4:17
11. "Ghetto" - 3:37
12. "Masterpiece Conspiracy" - 3:11
13. "Without Jah, Nothin'" (gościnnie H.R.) - 3:42
14. "Thinking About Forever" - 3:46
15. "Portrait" - 4:32

Strona B
1. "Critic" (z maxi singla "Satellite")
2. "Murder One" (ze ścieżki dźwiękowej filmu "D.O.P.E.")

Utwory bonusowe
1. "Whatever It Takes" (dodatkowy utwór na europejskich wydawnictwach, pierwotnie w filmie Any Given Sunday) - 4:02
2. "Rock the Party (RTP remix)" (dodatkowy utwór dołączony do japońskich wersji) - 3:58
3. "School of Hard Knocks"

Ponownie wydane utwory bonusowe
1. "Alive" (semi-acoustic remix)
2. "Youth of the Nation" (Conjure One remix)
3. "Boom" (The Crystal Method remix)

Limited Edition Bonus DVD
1. "Set It Off (Live)" - 4:42
2. "Without Jah, Nothin'" - 2:47
3. "Youth of the Nation (Live)" - 4:18
4. "Outkast (Live)" -5:22
5. "Into the Satellite (Behind the Scenes)" (dokument) - 6:25

- Specjalna edycja została wydana rok po wydaniu oryginalnego albumu i zawierała wersję bonusową.

## Twórcy
| Wykonawcy - Sonny Sandoval – śpiew - Marcos Curiel – gitara - Traa Daniels – gitara basowa - Wuv Bernardo – perkusja Dodatkowi muzycy - H.R. (Bad Brains) – dodatkowe wokale w utworze "Without Jah, Nothin'" - Eek-A-Mouse – dodatkowe wokale w utworze "Ridiculous" - Christian Lindskog (Blindside) – dodatkowe wokale w utworze "Anything Right" - Suzy Katayama – aranżacja strun i dyrygentura - Joel Derouin – skrzypce w utworze "Anything Right" - Larry Corbett – wiolonczela w utworze "Anything Right" - D.J. Harper, Jonnie Hall, Colin Sasaki, Nils Montan, Laurie Schillinger, Meagan Moore, Ayanna Williams, Healey Moore – chór dziecięcy w utworze "Youth of the Nation" - Bobbi Page – kontrahent w utworze "Youth of the Nation" |  | Produkcja - Howard Benson – producent, keyboardy, loopy - P.O.D. – współproducent, kierunek artystyczny - Chris Lord-Alge – miksowanie w Image Recording Studios, Los Angeles w Kalifornii - Randy Staub – inżynieria dźwięku - Ted Jensen – mastering w Sterling Sound, Chelsea w Nowym Jorku - Jim Foster – edycja Pro-Tools - Eric Miller – asystent inżyniera dźwięku - Matt Silva i Steve Kaplan – asystenci inżynierów miksów - Duane Barron – dodatkowy asystent inżyniera - Bobby Brooks – dodatkowy asystent inżynierii, edycja Pro-Tools - Chris "Sleepy J" Vaughan-Jones - Andres Torres – technik gitarowy - Gary Girsh – technik perkusyjny - Steve Russell – technik gitarowy, pomoc przedprodukcyjna przy utworze "Ridiculous" - John Rubeli – A&R Zarządzanie - Martie Kolbl – koordynacja projektu - Craig Rosen – administracja projektem Grafika - Larry Freemantle – kierunek artystyczny - Jill Greenberg – fotografia |

## Pozycje
| Lista (2001–03)            | Najwyższa lokata |
| -------------------------- | ---------------- |
| Australian Albums Chart    | 19               |
| Austria Albums Chart       | 5                |
| French Albums Chart        | 50               |
| Germany Albums Chart       | 5                |
| New Zealand Albums Chart   | 4                |
| Swedish Albums Chart       | 8                |
| Swiss Albums Chart         | 11               |
| UK Albums Chart            | 16               |
| US Billboard 200           | 6                |
| Top Contemporary Christian | 1                |
| Top Internet Albums        | 6                |
| Top Christian Albums       | 1                |

| Rok  | Singel                | Lista                     | Pozycja |
| ---- | --------------------- | ------------------------- | ------- |
| 2001 | "Alive"               | US Mainstream Rock Tracks | 4       |
| 2001 | "Alive"               | US Modern Rock Tracks     | 2       |
| 2001 | "Alive"               | US Billboard Hot 100      | 41      |
| 2001 | "Youth of the Nation" | US Mainstream Rock Tracks | 6       |
| 2001 | "Youth of the Nation" | US Modern Rock Tracks     | 1       |
| 2002 | Boom                  | US Mainstream Rock Tracks | 21      |
| 2002 | Boom                  | US Modern Rock Tracks     | 13      |
| 2002 | Satellite             | US Mainstream Rock Tracks | 15      |
| 2002 | Satellite             | US Modern Rock Tracks     | 21      |
| 2002 | "Youth of the Nation" | US Billboard Hot 100      | 28      |
| 2002 | "Youth of the Nation" | US Top 40 Mainstream      | 18      |
| 2002 | "Youth of the Nation" | US Top 40 Tracks          | 36      |

| Kraj              | Certyfikacja | Sprzedaż   |
| ----------------- | ------------ | ---------- |
| Australia         | Platyna      | 70,000+    |
| Kanada            | Platyna      | 100,000+   |
| Niemcy            | Złoto        | 100,000+   |
| Szwecja           | Zloto        | 20,000+    |
| Wielka Brytania   | Złoto        | 100,000+   |
| Stany Zjednoczone | 3× Platyna   | 3,000,000+ |

## Nagrody

### MTV Video Music Awards 2002
- Najlepszy teledysk roku za utwór: "Alive" (nominacja)
- Najlepszy teledysk zespołowy za utwór: "Alive" (nominacja)
- Najlepszy teledysk rockowy za utwór: "Youth of the Nation" (nominacja)
- Najlepsza reżyseria za utwór: "Alive" (nominacja)
- Najlepsze efekty specjalne za utwór: "Alive" (nominacja)
- Kategoria "Wybór widzów" za utwór: "Alive" (nominacja)

### 2002 Grammy Awards
- Najlepsze wykonanie hardrockowe za utwór: "Alive" (nominacja)

### 2003 Grammy Awards
- Najlepsze metalowe wykonanie za utwór: "Portrait" (nominacja)
- Najlepsze wykonanie hardrockowe za utwór: "Youth of the Nation" (nominacja)